# Abu l-Khayr
|  | Per a altres significats, vegeu «Abu-l-Khayr». |

Abu-l-Khayr (1412-1468) fou kan dels uzbeks (özbegs) de la dinastia xibànida, descendent de Xiban, el fill petit de Jotxi.
Vers el 1412, quan va néixer, l'ulus de Xiban es va dividir en diversos principats nòmades. Va estar supeditat al cap de família el genguiskànida, Djamaduk Khan (Borrak Khan), que va morir (1427) durant una revolta d'emirs, i Abu l-Khayr (que manava l'ala esquerra de l'exèrcit) fou fet presoner. Alliberat en 1428, va ser proclamat pels caps tribals cap de l'ulus de Mangït Waqqās Biy com a kan a la ciutat de Tura o Tara a la vora de l'Irtix, ciutat que correspon a la moderna Tiumén, a Sibèria, als 17 anys; Tura va romandre la seva capital fins al 1446. Després de derrotar a un altre kan dels jòtxides, la major part del Qiptxaq se li va sotmetre. Entre 1428 i 1431 va establir la seva autoritat sobre tot l'antic ulus de Xiban (anomenat Dusht-i Qiptxaq o Dašt-e Qïpčaq). La gent de l'ulus fou coneguda com a uzbeks.
El 1431 va envair Coràsmia, que era una província dels timúrides, governada per Amir Ibrahim ibn Shah Malik, i va ocupar la part nord del país amb Urgandj que sempre havia estat considerada com a part de l'ulus de Jotxi; Amir Ibrahim es va retirar cap a la part sud. Una onada de calor i una plaga, possiblement combinat amb atacs de Ahmad Khan i Mahmud Khan que governaven a Astracan, el va obligar a retirar-se el 1432, i dedicar-se a lluitar contra els kans d'Astracan als que va derrotar a la part occidental dels seus dominis, i va conquerir Urdu Bazar apoderant-se temporalment del "tron de Sayin Khan" que voldria dir de la sobirania de l'Horda d'Or (Sayin Khan era el nom de Batu Khan). A la seva biografia Tarikh-i-Abulkhair apareix sobtadament de retorn d'una expedició contra Mustafà Khan que probablement era el personatge que va tenir part destacada en la història de l'Horda d'Or i al que va derrotar, retornant victoriós i dividint el botí entre els amirs.
El 1435/1436 va tornar a Coràsmia que va ocupar i saquejar per segona vegada i el 1440/1441 va assolar Astarabad. Als anys següents el sultà timúrida Xah Rukh Mirza va mobilitzar tropes per defensar Gurgan i Astarabad de les incursions dels uzbeks. El 1146 Abu l-Khayr es va apoderar de les regions del baix i mitja Sirdarià. Va atacar Sighnak, enviant alguns amir per davant; el governador de la fortalesa, que depenia del timúrida Xah-Rukh, veient la força dels atacants, es va rendir i així Abu l-Khayr va poder dominar també Kard (?), Ak Kurgan, Aruk (Arkuk), Suzak i Uzkend. Abu l-Khayr va reforçar la seva posició fortificant Sighnak (modernes ruïnes de Sunak-Kurghan), Arkuk, Suzak, i Ak-Kurghand Uzkand, properes a la línia del Sirdarià. Els timúrides van conservar la línia al sud del riu i algunes posicions al nord com la ciutat de Yasi (moderna Turkestan). Abu l-Khayr va cedir Suzak a Bakhtiar Sultan, Sighnak a Manahdan Oghlan, i Uzkend a Vakhas ibn Mangut; va passar l'hivern en aquesta darrera ciutat. Sighnak va esdevenir la seva capital mentre la frontera amb els timúrides s'establia al nord de Yasi.
A la primavera estava a punt de retornar a Ilak quan va tenir notícies de la mort de Xah-Rukh (1447) i que el fill d'aquest, Ulugh Beg, havia marxat cap al Khorasan; això va passar abans del 1448.
Abu l-Khayr va cridar als seus oficials i va optar per atacar Samarcanda que havia quedat amb poques defenses. Va marxar amb les seves tropes, va saquejar els afores de la ciutat i de la regió; el governador era Jalal al-Din Bayazid, va informar que Ulugh Beg estava ben disposat cap a Abu l-Khayr i que era millor per aquest retirar-se, cosa que Abu l-Khayr va fer.
El 1449 Ulugh Beg va ser assassinat pel seu fill Abd al-Latif Mirza que va pujar al tron i va iniciar la lluita contra Abu Said, net de Miran Shah que s'havia apoderat del poder a Samarcanda. Abu Said fou derrotat i fet presoner, però va poder fugir cap a Bukharà on fou arrestat. Abd al-Latif fou assassinat al seu torn el 1450 i llavors Abu Said fou alliberat i proclamat a Bukharà; no content amb el poder aquí va marxar contra Samarcanda, on Abd Allah ibn Ibrahim, net de Xah-Rukh, havia succeït a Abd al-Latif. Derrotat en aquest intent es va retirar cap a Yasi, fortalesa que va ocupar, i es va presentar al camp d'Abu l-Khayr on fou rebut amb honors, i li va prometre ajudar-lo a recuperar Samarcanda. Els uzbeks es van dirigir contra aquesta ciutat creuant el desert; era estiu i mancava l'aigua i els yehdechis (bruixots encarregats de fer ploure) van fer les cerimònies i es van produir pluges que els van permetre passar el desert. Abd Allah ibn Ibrahim governava Turkestan, Transoxiana, Kabul i Badakhxan, i va reunir les seves tropes; els dos exèrcits es van tronar al lloc anomenat Shiraz a la plana de Kanvan, a la riba del Bulalghur (a uns 25 km al nord de Samarcanda) i els uzbeks van aconseguir la victòria i Abd Allah fou perseguit i mort (22 de juny de 1451). Abu l-Khayr va alliberar els presoners i va ordenar als seus homes evitar el pillatge i va convocar una assemblea. Mentre Abu Said va entrar a Samarcanda sense esperar als uzbeks i els va tancar les portes, però va compensar a les forces aliades amb regals entre els quals la mà de Rabia o Rabiga Sultan Begum, la filla d'Ulugh Beg, que fou concedida al kan uzbek (que s'hi va casar). Fermament establert Abu Said a Transoxiana, Abu l-Khayr va tornar a les seves terres anomenades Deixt-Qiptxaq (el Dusht-i Qiptxaq o Dašt-e Qïpčaq).
Segons la Tarikh-i-Abulkhair, Uz Timur Taishi (Uz Tämür), el cap dels calmucs, va decidir atacar el seu quarter d'estiu a Ilak el 1457. Abu l-Khayr al saber de l'atac, va reunir les seves forces i va marxar contra els calmucs. La veritat sembla que fou el segon el que va prendre la iniciativa de l'atac. Va arribar al riu Chu on va organitzar les forces i els dos exèrcits van xocar a Kuk Kashanah o Kök Kašane (a Kili Kiyat al Nur tukai) a uns 7 km al sud de Sighnak. Uz Timur va oferir la pau però els uzbeks van refusar; els dos principals amirs d'Abu l-Khayr, Bakhtiar Sultan i Ahmed, van morir a la lluita i el cos principal uzbek fou derrotat. Abu l-Khayr es va retirar a Sighnak i els calmucs van assolar Turkestan, Shahrukhia, i la regió de Taixkent fins a la línia del Sirdarià i van atacar també els districtes timúrides del nord. Uz Timur va tornar a oferir la pau que ara fou acceptada i Abu l-Khayr va retornar per Sayram cap al riu Txu i finalment a les seves terres.
El 1455
Abu Said de Transoxiana va fer una campanya a Khorasan i Mazanderan i mentre Muhàmmad Txuqi Mirza, fill d'Abd al-Latif Mirza, va fugir a terres d'Abu l-Khayr i va ser rebut per aquest que estava casat amb Rabiga Sultan Begum, germana d'Abd al-Latif i, per tant, tia de Chuki Mirza. Aquest va demanar ajut per recuperar els seus dominis ancestrals i Abu l-Khayr va acceptar i va enviar un exèrcit manat per Burge o Bereke Sultan, Bishikda Oghlan (Biskit Oglan), i altres emirs, contra Samarcanda; a l'expedició es van unir alguns amirs txagatais descontents d'Abu Said, i pels partidaris d'Ulugh Beg. L'exèrcit va ocupar Taixkent i Shahrukhia, i va creuar el Sihun. El governador of Samarcanda, amir Masud Arghun, va sortir a enfrontar als atacants a un lloc anomenat Sistan, però fou derrotat després d'una forta batalla i es va retirar cap a la ciutat de Samarcanda des d'on va enviar missatgers a Abu Said demanant ajut; els uzbeks van assolar la regió de Transoxiana i van acampar a Kufin (?) i Kermineh. Quan van saber que Abu Said marxava a la zona amb un exèrcit, Bereke Sultan i altres oficials volien defensar el pas de l'Oxus mentre els amirs txagatais volien retirar-se darrere el Sihun i a Shahrukhia. Chuki Mirza va donar suport a aquesta posició i llavors una part de l'exèrcit va desertar a favor d'Abu Said mentre els uzbeks l'abandonaven i començaven a saquejar la regió en el seu retorn. Desorganitzades les forces de Chuki Mirza, aquest i els seus homes es van retirar a Shahrukhia on van quedar assetjats i es van haver de rendir per manca de provisions el 1462/1463. El Tarikh-i-Abulkhair diu que Abu Said va tractar amablement a Chuki Mirza i se'l va emportar a Herat on el va confinar al fort de Ikhtiyaruddin, on va morir.
El 1465/1466 dos kans descendents d'Orda, el fill gran de Jotxi, de noms Karai i Djanibek, van fugir dels dominis d'Abu l-Khayr cap a Mongòlia. Més tard, a la mort d'Abu l-Khayr una part de la seva gent se'ls va unir i van formar el kanat Kazakh (Horda dels kazakhs). Abu l-Khayr va envair el Kanat Uzbek el 1468 però tant ell com el seu fill Shaykh Haydar Khan van morir a mans de les tropes de Janibek.
A la seva mort el seu imperi es va desintegrar fins que el seu net Muhammad Xaibani el va reconstruir anys després i va conquerir Transoxiana al començament del segle xvi. Segons el Abdulla Nameh d'Hafiztanish, Abu l-Khayr va tenir 11 fills: amb Aghanak (de la tribu Burgut) va tenir a Shah Budagh Sultan i Khoja Muhammad Sultan; amb una segona esposa (de la tribu Mangit) va tenir a Muhammad Sultan i Makhmet Sultan; amb una tercera esposa (de la tribu Kungrat) va tenir a Shaykh Haydar Khan, Sanjar Sultan i Ibrahim Sultan; amb Rabiga Sultan Begum (filla d'Ulugh Beg) va tenir a Gurkhan, Kutxkunju Khan i Siyunich Khan; i amb una concubina a Ak Buyuk i Sayid Baba. Al Tarikh-i-Abulkhair, Muhammad Sultan no és esmentat i en canvi s'esmenta a Abu l-Mansur que seria de la mateixa mare que Kutxkunju, i a Ak Buruk i Ak Burun. El va succeir el seu fill gran Shah Budah Sultan.